# Ingeborg Mello
Pour les articles homonymes, voir  Mello et Preiss.
Ingeborg Mello de Preiss, née le 4 janvier 1919 à Berlin (Allemagne) et morte le 25 octobre 2009 à Buenos Aires (Argentine), est une lanceuse de poids et de disque argentine.

## Biographie
Née en Allemagne, elle fait ses débuts sportifs dans ce pays, elle immigre en Argentine à l'âge de 19 ans. Juive, sa famille doit fuir l'Allemagne nazie dans les années 1930. Ses performances sportives dans son pays d'adoption lui permettent d'obtenir une naturalisation.
Sélectionnée pour représenter l'Argentine aux Jeux olympiques d'été de 1948 à Londres, elle termine 9e du lancer du poids et 8e du lancer du disque (38,44 m).
Aux Jeux panaméricains de 1951, elle remporte l'or au lancer du disque avec un jet à 38,65 m devant sa compatriote Ingeborg Pfüller et l'Américaine Theresa Kaszubsky ainsi que sur le lancer du poids avec un jet à 12,45 m devant la Brésilienne Vera Trezoitko et sa compatriote Ingeborg Pfüller. L'année suivante, pour ses seconds Jeux olympiques, Ingeborg Mello se place 19e du lancer du poids (10,82 m) et 12e du lancer du disque (39,04 m).
Au niveau continental, Ingeborg Mello remporte trois fois le titre au lancer du disque — en 1947, 1949 et en 1952 — et quatre fois le titre au lancer du poids — en 1941, 1947, 1949 et 1952.
Au cours de sa carrière (1940-1962), elle remporte 22 titres nationaux. Sa dernière compétition a lieu en 1969, alors qu'elle est déjà âgé de 50 ans, et elle termine 4e du championnat argentin en lancer du disque.
Elle meurt à Buenos Aires le 25 octobre 2009 à l'âge de 90 ans.

## Palmarès
| Année | Compétition                    | Lieu           | Place | Concours          | Marque  |
| ----- | ------------------------------ | -------------- | ----- | ----------------- | ------- |
| 1941  | Championnats d'Amérique du Sud | Buenos Aires   | 1re   | lancer du poids   | 11,81 m |
| 1941  | Championnats d'Amérique du Sud | Buenos Aires   | 3e    | lancer du disque  | 33,80 m |
| 1943  | Championnats d'Amérique du Sud | Santiago       | 2e    | lancer du poids   | 10,98 m |
| 1943  | Championnats d'Amérique du Sud | Santiago       | 2e    | lancer du disque  | 34,60 m |
| 1947  | Championnats d'Amérique du Sud | Rio de Janeiro | 1re   | lancer du poids   | 11,58 m |
| 1947  | Championnats d'Amérique du Sud | Rio de Janeiro | 1re   | lancer du disque  | 38,40 m |
| 1947  | Championnats d'Amérique du Sud | Rio de Janeiro | 2e    | lancer du javelot | 36,08 m |
| 1948  | Jeux olympiques                | Londres        | 9e    | lancer du poids   |         |
| 1948  | Jeux olympiques                | Londres        | 8e    | lancer du disque  | 38,44 m |
| 1949  | Championnats d'Amérique du Sud | Lima           | 1re   | lancer du poids   | 11,57 m |
| 1949  | Championnats d'Amérique du Sud | Lima           | 1re   | lancer du disque  | 37,35 m |
| 1949  | Championnats d'Amérique du Sud | Lima           | 3e    | lancer du javelot | 36,50 m |
| 1951  | Jeux panaméricains             | Buenos Aires   | 1re   | lancer du poids   | 12,45 m |
| 1951  | Jeux panaméricains             | Buenos Aires   | 1re   | lancer du disque  | 38,55 m |
| 1952  | Jeux olympiques d'été de 1952  | Helsinki       | 19e   | lancer du poids   | 10,82 m |
| 1952  | Jeux olympiques d'été de 1952  | Helsinki       | 12e   | lancer du disque  | 39,04 m |
| 1952  | Championnats d'Amérique du Sud | Buenos Aires   | 1re   | lancer du poids   | 11,48 m |
| 1952  | Championnats d'Amérique du Sud | Buenos Aires   | 1re   | lancer du disque  | 40,14 m |
| 1956  | Championnats d'Amérique du Sud | Santiago       | 3e    | lancer du disque  | 38,08 m |
| 1958  | Championnats d'Amérique du Sud | Montevideo     | 3e    | lancer du disque  | 39,05 m |
| 1963  | Championnats d'Amérique du Sud | Cali           | 3e    | lancer du disque  | 39,05 m |